# Nakayama Tadamitsu

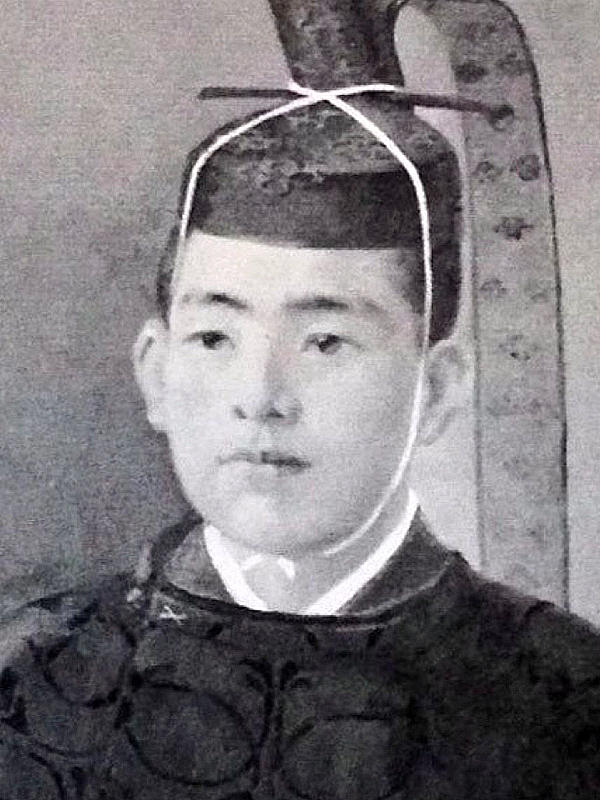
Nakayama Tadamitsu

Nakayama Tadamitsu (japanisch 中山 忠光; geboren 18. Mai 1845 in Kioto, Provinz Yamashiro; gestorben 13. Dezember 1864 in der Provinz Nagato) war ein japanischer Hofadeliger und Gegner des Shogunats.

## Leben und Wirken
Nakayama Tadamitsu wurde als siebter Sohn von Nakayama Tadayasu (中山 忠能; 1809–1888) geboren. Im Jahr 1858 wurde er Kammerherr und im Jahr 1860 zum Diener des kaiserlichen Prinzen Mutsuhito, des späteren  Kaisers Meiji, ernannt. Er war im Kontakt mit Takechi Zuizan (1829–1865), Kusaka Genzui (1840–1864), Maki Yasuomi (真木 和泉, 1813–1864) und anderen und wurde von ihnen beeinflusst. Im Februar 1863 wurde er zum Kokuji-Yoryūdo (国事寄人) ernannt, doch Anfang März verließ er Kyōto ohne Erlaubnis und schloss sich der Chōshū-Domäne an. Er gab seinen offiziellen Rang auf und nannte sich Mori Shunsai (森 俊斎) bzw. Mori Shūsai (森 秀斎).
Am 10. Mai 1863 bestieg Nakayama in Shimonoseki ein Kriegsschiff des Chōshū-Klans und beteiligte sich an der Bombardierung amerikanischer Handelsschiffe. Im Juni kehrte er nach Kyōto zurück, floh dann aber mit Yoshimura Toratarō (吉村 虎太郎; 1837–1863) aus der Stadt. Im August griff er die Shogunats-Vertretung in Kyōto, das „Yamato Gojō Daikan“ (大和 五條 代官) an und stellte eine Armee auf, um das Shogunat anzugreifen, doch diese Tenchū-gumi (天誅組) genannte Gruppe scheiterte.
Danach floh Nakayama in die Chōshū-Domäne und versteckte sich mit Begleitern in den Bergen. Die Flüchtigen wurden jedoch am 13. Dezember 1864 von Anhängern des Shogunats aufgespürt und ermordet.